# Anita Buma
Anita Gerry Johanna Buma, más conocida como Anita Bama, nació en 1958 y es una investigadora  holandesa de la Antártida, conocida por su trabajo en ecofisiología de microalgas marinas. Fue la primera investigadora en la Antártida.

## Primeros años y educación
Buma obtuvo su Maestría en Biología en la Universidad de Groningen en 1984. Luego se trasladó al  Real Instituto para la Investigación del Mar en Texel, Países Bajos, donde comenzó su investigación de doctorado sobre el crecimiento y la composición de especies del fitoplancton antártico. Invitada por el Alfred Wegener Institute para la Polar und Meeresforschung Bremerhaven, Alemania, participó en dos campañas de campo (Ark III, mangas 1,2 y 3) en el Fram Strait, alto Ártico, en 1985, donde estudió la abundancia de fitoplancton y la composición de especies. Buma defendió su tesis doctoral en 1992 en la Universidad de Groningen, sobre los factores que controlan el crecimiento del fitoplancton y la composición de las especies en el Océano Austral.

## Carrera e impacto
La investigación de Buma se centra en la ecofisiología microalgalina (marina) y en la diversidad en respuesta al cambio climático. Entre los temas de investigación específicos se incluyen los impactos de los metales traza, el aumento de la RUV y los cambios en la dinámica del agua de fusión sobre el crecimiento y la diversidad del fitoplancton marino antártico.
Desde 1992 Buma dedicó su trabajo a los posibles impactos adversos de la  radiación UV-B mejorada en el fitoplancton antártico, como resultado del agotamiento del ozono estratosférico. Como resultado de este trabajo, obtuvo la Beca Meervoud en 2002 de la Organización de Investigación Científica de los Países Bajos. Esta investigación se centró en los efectos de la traza de los nutrientes en el potencial de defensa del fitoplancton oceánico contra la radiación solar ultravioleta. Dentro de este proyecto, trabajó durante un año en la División Antártica Australiana, Kingston, Tasmania, como investigadora invitada. Buma ha sido presidenta del Departamento de Ecosistemas Oceánicos de la Facultad de Matemáticas y Ciencias Naturales de la Universidad de Groningen desde enero de 2012.
Fue miembro del Comité Polar de los Países Bajos desde septiembre de 2010 hasta agosto de 2014 y miembro del comité del SCAR holandés entre 2005 y 2010. También formó parte del Consejo Asesor Científico de la trilateral (Argentina, Alemania, Holanda) en el Laboratorio Dallmann, en la Base Carlini,  isla Rey Jorge, entre 2006 y 2011, y en el Centro de Investigación Científico de la Base Rothera en la Antártida entre 2011 y 2013.
Buma fue editora jefe del libro de ciencia popular holandés Door de kou bevangen (2016), unos cincuenta años de historia de la investigación polar holandesa.

## Obras seleccionadas
- Buma, A.G.J., H.J.W. de Baar, R.F. Nolting, A.J. van Bennekom. 1991. Experimentos de enriquecimiento de metales en los mares de Weddell-Scotia: efectos del hierro y el manganeso en varias comunidades de plancton. Limnol. Oceanogr. 36(8): 1865-1878[2]
- Alderkamp A.-C., Mills M.M., Van Dijken G.L., Laan P., Thuroczy C.-E., Gerringa L.J.A., De Baar H.J.W., Payne C., Tortell P., Visser R.J.W., Buma A.G.J., Arrigo K.R. 2012. El hierro de los glaciares que se derriten alimenta la proliferación de fitoplancton en el mar de Amundsen (Océano Austral): características y productividad del fitoplancton. Deep-Sea Research 71-76: 42-48[3]